# Santuario di San Felice (Cazzano di Tramigna)
Il santuario di San Felice, detto anche santuario del Crocifisso, è una chiesa di Cazzano di Tramigna in provincia di Verona.

## Storia e descrizione

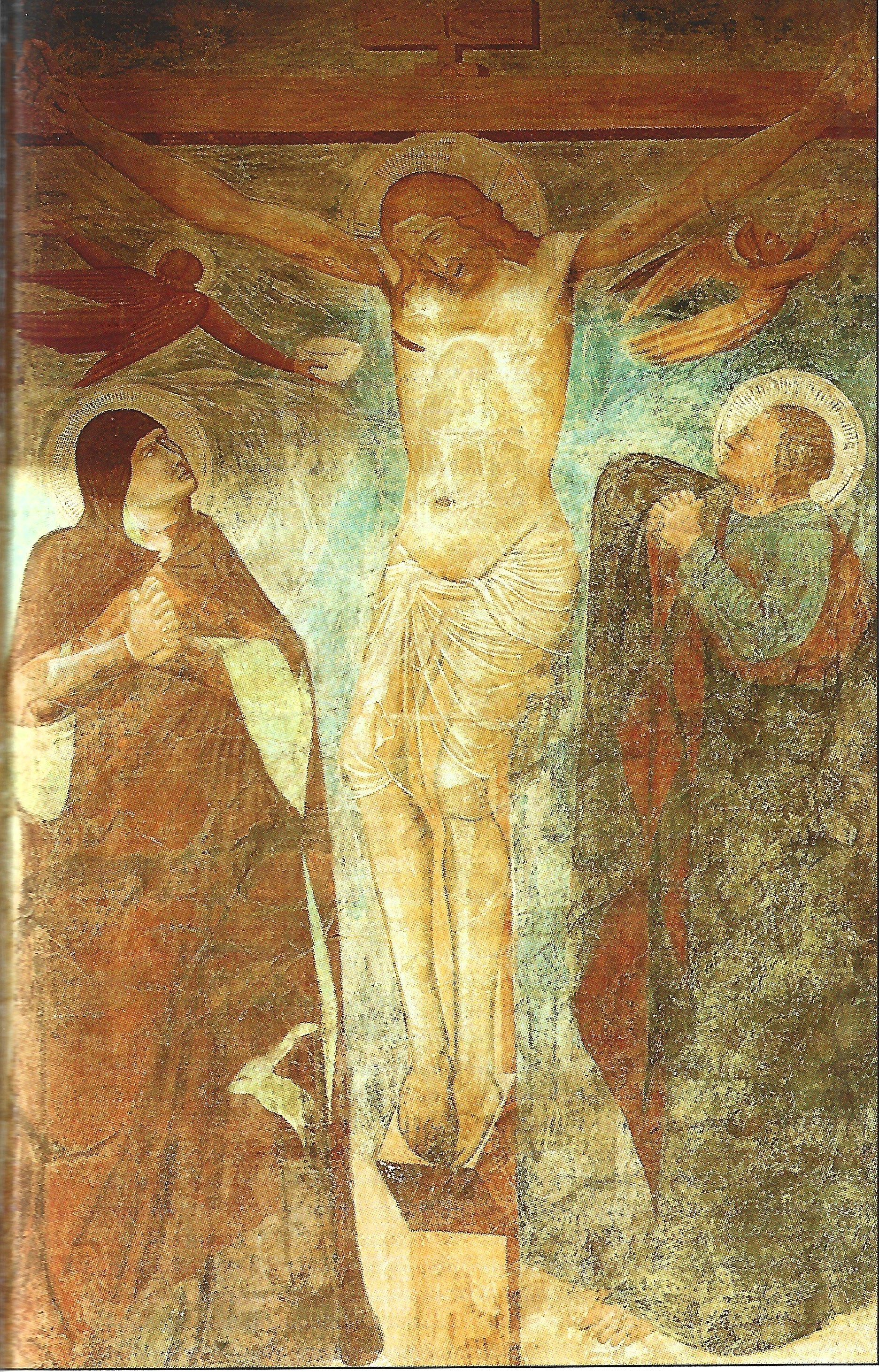
Crocifissione, affresco del XVI secolo attribuito al Maestro Cicogna.

L'edificio è ritenuto originario del IX-X secolo. Nel muro della attuale facciata sono state viste nel XIX secolo le tracce tre finestre a croce, tipiche dell'architettura romanica. L'attuale abside, con soffitto a crociera e monogramma di san Bernardino da Siena, è opera di un rifacimento compiuto nel Quattrocento; il soffitto della chiesa è invece a capriata semplice.
La tradizione vuole che San Felice (come Campiano) sia stata tappa di papa Lucio III nel suo viaggio verso l'abbazia benedettina di San Pietro in Badia Calavena; sembra che il pontefice avesse concesso un privilegio speciale ovvero di poter lucrare tutte le indulgenze della Chiesa romana per ogni venerdì dell'anno.
Soppresso il convento attiguo nel 1867, per la chiesa venne nominato un rettore; fu proprio il primo rettore, don Domenico Brun, a risuscitare l'interesse per gli affreschi presenti all'interno dell'edificio tra cui un Crocifisso (recentemente restaurato) presente sulla parete sinistra, oggetto di venerazione per i fedeli della zona (da notare che la denominazione della chiesa rettoria di San Felice è santuario del Crocifisso). Il successore di don Brun, don Agostino Fracasso, nel 1898, fece disintonacare il resto delle pareti facendo mettere così in luce numerosi affreschi di diversi autori e di diverse età (si va dal XIII al XV secolo).
Il santuario (ufficialmente rettoria della diocesi di Verona) è aperto tutti i giorni e si trova sul valico tra val Tramigna e val d'Illasi, a pochi metri dalla strada provinciale 37/a "dei ciliegi"; proprio la sua posizione lo rende frequentato da persone di entrambe le vallate, in passato specialmente durante i venerdì di Quaresima con la Via Crucis.